# 饶州 (隋朝)
饶州，隋朝时设置的州。
开皇九年（589年）置，治所在鄱阳县（今属江西省）。大业三年（607年）改为鄱阳郡；唐朝武德初年，复为饶州，辖境相当今江西省鄱江、信江两流域（婺源县、玉山县除外）；天宝元年（742年）复为鄱阳郡，乾元元年（758年）仍为饶州，辖境缩小，仅限今鄱江流域及信江下游地区；两宋属江南东路。
元朝至元十四年（1277年）升为饶州路；明朝初改鄱阳府，不久又改饶州府；1912年废。
| 唐朝饶州辖县 | 唐朝饶州辖县                                                         |
| ------------ | -------------------------------------------------------------------- |
| 618年        | 鄱阳县、余干县、弋阳县                                               |
| 621年        | 鄱阳县、余干县、弋阳县（新设玉亭县、长城县、乐平县、新平县、上饶县） |
| 624年        | 鄱阳县、余干县、弋阳县、长城县、新平县、乐平县（废除玉亭县、上饶县） |
| 625年        | 鄱阳县、余干县、弋阳县、乐平县（废除长城县、新平县）                 |
| 626年        | 鄱阳县、余干县、弋阳县（废除乐平县）                                 |
| 627年        | 鄱阳县、余干县、弋阳县（复设乐平县）                                 |
| 639年        | 鄱阳县、余干县、弋阳县（废除乐平县）                                 |
| 716年        | 鄱阳县、余干县、弋阳县（复设乐平县、新昌县）                         |
| 742年        | 鄱阳县、余干县、弋阳县、乐平县、新昌县（改为浮梁县）                 |
| 758年        | 鄱阳县、余干县、乐平县、浮梁县（至德县来属，弋阳县改属信州）         |
| 765年        | 鄱阳县、余干县、乐平县、浮梁县（至德县改属池州）                     |
| 883年        | 鄱阳县、余干县、乐平县、浮梁县                                       |

| 唐朝饶州刺史 - 独孤瑛（639年—641年） - 薛怀昱（贞观年间） - 崔确（贞观年间） - 韦弘楷（贞观年间） - 窦普行（唐高宗初年） - 薛元超（656年—661年） - 杜正伦（龙朔年间） - 豆卢玄俨（669年） - 庞同福（唐高宗时） - 李思文（682年） - 王美畅（693年） - 康希铣（武周末年） - 杨元祎（景龙年间） - 来景晖（唐中宗、睿宗时） - 冉祖雍（710年） - 祝钦明（710年） - 张栖贞（715年） - 韦玢（716年） - 张庭珪（727年） - 郑杳（开元年间） - 张某（734年） - 吴兢（735年） - 张均（738年） - 鄱阳郡太守 | - 颜真卿（758年—759年） - 崔论（760年） - 韦伦（762年—763年） - 卢某（唐代宗时） - 封渐（永泰年间） - 裴谞（大历初年） - 裴倩（768年—769年） - 裴士淹（770年） - 刘福游（771年—772年） - 第五琦（773年—778年） - 李复（779年—781年） - 任佶（781年） - 杜佑（782年—784年） - 卢愖（784年—785年） - 卢杞（785年，未任） - 韦涤（786年） - 郑珣瑜（787年） - 李端（790年—792年） - 元谊（794年，未任） - 崔适（796年—798年） - 韦颂（贞元年间） - 李吉甫（803年—805年） - 李夷简（805年—807年） - 元洪（812年—814年） - 齐推（元和年间） | - 元藇（820年） - 齐㷡（821年） - 吴丹（825年） - 张蒙（宝历、大和年间） - 裴弘泰（831年） - 马植（大和年间—836年） - 孙公乂（839年—842年） - 侯洪（开成、会昌年间） - 曹确（845年） - 萧濬（大中年间） - 蔡京（咸通初年） - 韩某（咸通年间） - 卢知猷（咸通年间） - 程道卿（874年） - 虞鼎（875年） - 颜标（877年—878年） - 彭令璋（878年） - 沈牢（乾符年间） - 詹端（880年） - 刘汾（885年） - 陈儒（887年） - 危仔倡（景福年间） - 唐宝（906年—907年） |